# 5. Budapesti Nemzetközi Cirkuszfesztivál
Az 5. Budapesti Nemzetközi Cirkuszfesztivál (angolul: 5th International Circus Festival of Budapest) 2004. január 29. és február 2. között között került megrendezésre Budapesten, a Fővárosi Nagycirkuszban. Az „A” műsorra január 29-én és február 1-én, a „B” műsorra január 30-án és 31-én került sor. A gála műsort február 2-án tartották.
A fesztivált a Salto Mortale című műsor követte, amely 2004. február 7-től március 21-ig volt látható a Fővárosi Nagycirkuszban. Ebben műsorban a fesztivál több résztvevője is fellépett. Maria és Okszana, a fesztivál bronzdíjasai; az orosz gumiasztal-akrobaták, a Popov-csoport; az olasz Adele és Stefano, fóka számukkal. A műsor címét adó halálugrást a mexikói Rodogell-csoport mutatta be. A műsorban látható volt a két Stauberti rúdegyensúlyozó száma és duó női tagja, Enrica Stauberti hajlógó produkciója is. A páros ezekkel a számokkal a 2002-es fesztiválon vett részt. A műsor komikusa, Sallai Tibor pedig a 2000-ben lépett fel a fesztiválon.

## A fesztivál általában

### Műsora
A másfél évtizedes hagyománynak megfelelően, tíz ország artistaművészei ezúttal is két műsorban, három-három előadásban léptek a közönség és a zsűri elé. Az eseménysort a zárónapi gálaelőadás zárták.
A fesztivált 10 243-an látták.

## A fesztiválon fellépő művészek

### „A” műsor
Az „A” műsort január 29-én, csütörtökön 19 órakor és február 1-én, vasárnap 19 órakor mutatták be a Fővárosi Nagycirkuszban. Az előadás 2 órás volt, egy 15 perces szünettel. A nemzetközi, szakmai zsűri szavazatai alapján a legjobbak jutottak tovább a gálaműsorba. 15 produkciót nézett meg a zsűri.
A műsort hagyományosan az Állami Artistaképző Intézet növendékei nyitották meg, majd a parádén felvonultak a versenyzők.
| #  | Előadó                  | Szám                    | Ország        | Helyezés     |
| -- | ----------------------- | ----------------------- | ------------- | ------------ |
| 01 | Silver                  | rúddobó akrobaták       | Magyarország  |              |
| 02 | Sergey Nulchenko        | kalapzsonglőr           | Oroszország   |              |
| 03 | Zunyi akrobaták         | hajlékony lányok        | Kína          |              |
| 04 | Pierre Ginet            | mókázó zsebtolvaj       | Franciaország |              |
| 05 | Olga Shmeleva           | trapéz művésznő         | Oroszország   |              |
| 06 | Guidi fivérek           | ikária játékok          | Olaszország   |              |
| 07 | Not Them                | bohóctréfa              | USA           |              |
| 08 | Popov                   | akrobatika gumiasztalon | Oroszország   |              |
| 09 | 4 Delta                 | páros óriáskerék        | Magyarország  |              |
| 10 | Not Them                | bohóctréfa              | USA           |              |
| 11 | Van Cuong és Thi Phuong | egyensúlyozás görgőkön  | Vietnám       |              |
| 12 | Rafael de Carlos        | zsonglőr                | Kuba          | Továbbjutott |
| 13 | Élő Trapéz              | —                       | Oroszország   | Továbbjutott |
| 14 | Dmitry Prudnikov        | kézegyensúlyozó         | Oroszország   | Továbbjutott |
| 15 | Dosau csoport           | ugródeszka akrobaták    | Oroszország   | Továbbjutott |

A műsort hagyományosan a finálé zárta, ahol a fellépő művészek még egyszer felvonultak.

### „B” műsor
A „A” műsort január 30-án, pénteken 19 órakor és január 31-én, szombaton 19 órakor mutatták be a Fővárosi Nagycirkuszban. Az előadás 2 órás volt, egy 15 perces szünettel. A nemzetközi, szakmai zsűri szavazatai alapján a legjobbak jutottak tovább a gálaműsorba. 17 produkciót nézett meg a zsűri.
A műsort hagyományosan az Állami Artistaképző Intézet növendékei nyitották meg, majd a parádén felvonultak a versenyzők.
| #  | Előadó               | Szám                       | Ország       | Helyezés     |
| -- | -------------------- | -------------------------- | ------------ | ------------ |
| 01 | Trio James           | ugródeszka akrobaták       | Magyarország |              |
| 02 | Martin Mall          | diaboló                    | Németország  |              |
| 03 | Svetlana és Dimitriy | légi szerelem              | Ukrajna      | Továbbjutott |
| 04 | Maxim Rondarenko     | „esőember”                 | Ukrajna      |              |
| 05 | Nagy Molnár Dávid    | bűvész                     | Magyarország |              |
| 06 | Adele és Stefano     | fóka idomítása             | Olaszország  |              |
| 07 | Not Them             | bohóctréfa                 | USA          |              |
| 08 | Rodions              | rúddobó akrobaták          | Oroszország  | Továbbjutott |
| 09 | Pantheras            | akrobatika forgó rúdon     | Magyarország |              |
| 10 | Rodogell             | repülő emberek a kupolában | Mexikó       |              |
| 11 | Not Them             | bohóctréfa                 | USA          |              |
| 12 | Eötvös Loránd        | zsonglőr                   | Magyarország |              |
| 13 | Yamaguchi Tomomitsu  | illuzionista               | Japán        | Vendégművész |
| 14 | Roman Tomanov        | légtornász                 | USA          | Továbbjutott |
| 15 | Sos és Victoria      | átváltozó művészek         | Örményország |              |
| 16 | Tianjin csoport      | váza zsonglőrök            | Kína         | Továbbjutott |
| 17 | Akhundov             | víziló és majmok idomítása | Oroszország  |              |

A műsort hagyományosan a finálé zárta, ahol a fellépő művészek még egyszer felvonultak.

### Magyar gála
| # | Előadó | Szám |
| - | ------ | ---- |
|   |        |      |

### Gálaműsor
A gálaműsort február 2-án, hétfőn 19 órakor mutatták be a Fővárosi Nagycirkuszban. Az előadás 3 órás volt, egy 15 perces szünettel. 17 produkció lépett fel. A mezőnyt az „A” műsor és „B” műsor továbbjutói alkották.
A műsort hagyományosan az Állami Artistaképző Intézet növendékei nyitották meg, majd a parádén felvonultak a versenyzők.
| #  | Előadó                   | Szám                 | Ország       | Helyezés | Díj           |
| -- | ------------------------ | -------------------- | ------------ | -------- | ------------- |
| 01 | Silver Team              | rúddobó akrobaták    | Oroszország  | —        | —             |
| 02 | Rafael de Carlos         | zsonglőr             | Kuba         | 2.       | Ezüst fokozat |
| 03 | Dosau csoport            | ugródeszka-akrobaták | Oroszország  | 1.       | Arany fokozat |
| 04 | Roman Tomanov            | légtornász           | USA          | 3.       | Bronz fokozat |
| 05 | Tianjin Akrobata Csoport | vázazsonglőrök       | Kína         | 2.       | Ezüst fokozat |
| 06 | Living Trapeze           | Élő Trapéz           | Oroszország  | 3.       | Bronz fokozat |
| 07 | Popov                    | trambulin csoport    | Oroszország  | —        | —             |
| 08 | Zunyi Akrobata Csoport   | hajlékonyság         | Kína         | —        | —             |
| 09 | Guidi Brothers           | ikária játékok       | Olaszország  | —        | —             |
| 10 | 4 Delta                  | páros halálkerék     | Magyarország | —        | —             |
| 11 | Not Them                 | bohócok              | USA          | —        | —             |
| 12 | Martin Mall              | diaboló zsonglőr     | Németország  | —        | —             |
| 13 | Rodogell                 | repülő trapéz        | Mexikó       | —        | —             |
| 14 | Dmitry Prudnikov         | kézegyensúlyozó      | Oroszország  | 2.       | Ezüst fokozat |
| 15 | Svetlana és Dimitriy     | légi szerelem        | Ukrajna      | 3.       | Bronz fokozat |
| 16 | Nagy Molnár Dávid        | bűvész               | Magyarország | —        | —             |
| 17 | Rodions                  | rúddobó-akrobaták    | Oroszország  | 1.       | Arany fokozat |

A műsort hagyományosan a finálé zárta, majd átadták a Pierrot-díjakat.

## A fesztivál győztesei
| Díj           | Elnyerte             | Nemzet      | Szám                 |
| ------------- | -------------------- | ----------- | -------------------- |
| Arany fokozat | Dosau Troupe         | Oroszország | ugródeszka-akrobaták |
| Arany fokozat | Rodions Troupe       | Oroszország | rúddobó-akrobaták    |
| Ezüst fokozat | Rafael de Carlos     | Kuba        | zsonglőr             |
| Ezüst fokozat | Dmitry Prudnikov     | Oroszország | kézegyensúlyozó      |
| Ezüst fokozat | Tianjin Troupe       | Kína        | vázazsonglőrök       |
| Bronz fokozat | Svetlana és Dimitriy | Ukrajna     | légi szerelem        |
| Bronz fokozat | Roman Tomanov        | USA         | légtornász           |
| Bronz fokozat | Living Trapeze       | Oroszország | Élő Trapéz           |

## A fesztivál televízió felvétele
A fesztivál teljes műsorát a Duna Televízió felvette, és két részben műsorára tűzte. A felvétek 1 lemezes DVD-n megvásárolhatók a Fővárosi Nagycirkusz ajándékboltjában.

## Visszatérő művészek
| Előadó           | Szám     | Nemzet | Előző év |
| ---------------- | -------- | ------ | -------- |
| Rafael de Carlos | zsonglőr | Kuba   | 1996     |

## Hang és Kép
- YouTube videó: Az 5. Budapesti Nemzetközi Cirkuszfesztivál